# Методије I Цариградски
Свети Методије (грч. Μεθόδιος Α΄) је био цариградски патријарх од 4. марта 843. до 14. јуна 846. Рођен је у Сиракузи и умро у Константинопољу. Био је чувен као противник иконобораца.

## Житије
Рођен је у граду Сиракузи на Сицилији у богатој породици. По завршетку школовања, још као млад дошао је у Цариград како би добио место у суду. Међутим, по наговору монаха, замонашио се и започео живот предан подвизима у манастиру. Патријарх Никифор узео га је код себе на службу. За време владавине иконоборачких царева био је чувен као одлучни бранилац иконопоштовања заједно са својим ментором. Године 815. Никифор је ражалован и исте године је послао Методија у Рим како би упознао тадашњег папу (Паскал I, 817-824) са збивањима. Он је добио писмо од папе у коме се моли цар да Никифора поново постави за патријарха, али је Методије сачекао повољније прилике да се врати у Цариград. Према његовом мишљењу, таква прилика се указала када је умро цар Лав. Међутим, уместо да послуша савете из папиног писма, цар Михајло II, који је наследио Лава, затворио је Методија у тамницу (заправо „гроб“) која се налазила на једном острву на Мраморном мору, заједно са два разбојника, где је провео пуних седам година у веома тешким условима. Према охридском прологу цар Теофило је заточио Методија на острву, међутим, према католичкој енциклопедији, то је ипак урадио цар Михајло, кога је Теофило наследио. Теофило се такође показао као прогонитељ свих оних који су обожавали иконе и затворио Методија у замак из кога је овај за један дан побегао. Пролог даље каже да је за време царице Теодоре и њеног сина Михаила III, Методије ослобођен и изабран за патријарха. (У хришћанској традицији верује се да је то прорекао преподобни Јоаникије Велики). Прве недеље Великог поста Методије је свечано унео иконе у цркву и написао канон у част иконе. Да би га збацили са патријаршијског престола неки јеретици су платили једној жени да га оклевета како са њом има сексуалне односе. Ова вест је узбунила цео град, а Методије, не знајући како да докаже своју невиност, свукао се наг пред судом и показао своје суво и од поста измождено тело. То је уверило судије да је патријарх оклеветан, а уследило је и признање жене која га је теретила.

## Дела
Поред „Чина Православља“ (или „Синодикона Православља“), Методије је такође саставио правила за вернике, три обреда за склапање брака и неколико проповеди пасторалне и црквене песме. Чин Православља је богослужење које се врши прве недеље Великог поста (назива се „Недеља Православља“). Овај дан је посвећен сећању на победу Православне цркве над свим јеретичким учењима која су је угрожавала, а посебно над иконоборством осуђеним на Седмом Васељенском сабору 787. године. Писао је и о Св. Николају, архиепископу мирликијском.

## Празник
Српска православна црква слави га 14. јуна по црквеном, а 27. јуна по грегоријанском календару.